# Катерина Жидкова
Катерина Жидкова (до шлюбу — Катерина Кулик; азерб. Katerina Zhidkova; нар. 28 вересня 1989, Черкаси, Українська РСР) — українська і азербайджанська волейболістка. Гравчиня національних збірних України і Азербайджану. Виступає на позиції догравального.

## Біографія
Катерина Кулик народилася 1989 року у місті Черкаси, Української РСР. 2004 року почала виступати у чемпіонаті України. Спочатку у команді «Хімволокно» з рідного міста. 2006 року перейшла до команди «Круг» Черкаси". 2011 року виїхала з України і розпочала виступи за азербайджанський волейбольний клуб «Локомотив». У 2013 році перейшла до «Азеррейлу», де провела свій перший Єврокубковий сезон, дійшовши з командою до 1/4 фіналу Кубка ЄКВ (CEV Cup), в якому поступилися російській «Уралочці». Наступного сезону виступала за клуб «Азерйол». і стала бронзовим призером Чемпіонату Азербайджану, а також разом з клубом пройшла груповий етап і в 1/12 фіналу Ліги Чемпіонів поступилася в домашньому матчі італійському «Ямамай Бусто-Арсіціо» 1-3, у відповідь досягає перемоги 3-2, але пропускає суперника далі.
У сезоні 2015—2016 років Катерина Жидкова захищала кольори волейбольного клубу «Азерйол», який досяг стратегічного успіху в CEV Cup, посівши третє місце у другому за значенням європейському клубному турнірі. А вже влітку 2016 року у складі збірної Азербайджану виграла Євролігу. У сезоні 2016—2017 років Катерина знову захищала кольори «Азеррейл» і знову повернулася до найпрестижнішого клубного турніру Європи — Ліги Чемпіонів. Підсумок — срібна медаль Чемпіонату Азербайджану та 8 місце у Лізі Чемпіонів. Влітку 2017 року у складі збірної Азербайджану спочатку виграла Європейську кваліфікацію Чемпіонату світу та пройшла безпосередньо на турнір, який відбувся у вересні-жовтні 2018 року в Японії, а потім стала переможницею Четвертих Ігор ісламської солідарності. У сезоні 2017—2018 років Катерина захищала кольори «Азеррейл» у Чемпіонаті Азербайджану та в Кубку виклику (Challenge Cup).

## Клубна кар'єра
| Роки      | Клуби                           |
| --------- | ------------------------------- |
| 2004—2006 | «Хімволокно» (Черкаси)          |
| 2006—2011 | «Круг» (Черкаси)                |
| 2011—2013 | «Локомотив» (Баку)              |
| 2013—2014 | «Азеррейл» (Баку)               |
| 2014—2016 | «Азерйол» (Баку)                |
| 2016—2018 | «Азеррейл» (Баку)               |
| 2018—2019 | «Альба-Блаж» (Блаж)             |
| 2019—2020 | «Нілуфер Беледієспор» (Бурса)   |
| 2019—2020 | «Сариєр Беледиєсі» (Стамбул)    |
| 2020—2021 | «Бекешчаба»                     |
| 2021—2022 | «Казальмаджоре»                 |
| 2021—2022 | «Муратпаша Беледиєсі» (Анталья) |
| 2021—2022 | «Бамбу Ейрвейс Віньфук»         |
| 2022—2023 | «Азеррейл» (Баку)               |
| 2022—2023 | «Джакарта Електрик»             |
| 2023—     | «Венель»                        |

## Збірна Азербайджану
З 2013 року захищає кольори збірної Азербайджану. Вперше була призвана до складу національної команди у грудні 2013 року, для участі у кваліфікаційних матчах чемпіонату світу проти збірних Сербії, Ізраїлю та Естонії. Виступала у Євролізі 2014 року, де разом із командою поділила 3-4 місце зі збірною Польщі. Була знову включена до складу основної збірної країни у серпні 2014 року.
У складі збірної Азербайджану брала участь на чемпіонаті світу 2014 року, що проходив в Італії . Збірна зуміла пробитися до другого групового етапу, перемігши на першому збірні Японії, Пуерто-Рико та Куби. Однак у ньому поступилася збірним Німеччини, Домініканської республіки та Італії, обігравши лише команду Хорватії.
У травні 2015 року збірна Азербайджану, перемігши збірну Словаччини у стиковому матчі, вийшла до фінальної частини Чемпіонату Європи 2015 року, який проходив у Бельгії та Голландії у вересні 2015 року. Суперницями збірної Азербайджану стали команди Туреччини, Бельгії та Угорщини.
У червні 2015 року у складі збірної Азербайджану Катерина Жидкова зайняла четверте місце на Перших Європейських іграх, поступившись у півфіналі збірної Туреччини, яка стала переможцем турніру, а в матчі за 3-е місце збірної Сербії. обидва матчі закінчилися з рахунком 2:3.
У липні 2016 року у складі збірної Азербайджану виграла Євролігу CEV, перемігши у фіналі збірну Словаччини.
У травні 2017 року у складі збірної Азербайджану виграла Європейську кваліфікацію Чемпіонату Світу 2018 року, вигравши збірну України та розгромивши у вирішальному матчі збірну Нідерландів 3-0.
У червні 2017 року у складі збірної Азербайджану виграла Четверті Ігри Ісламської Солідарності.

## Турніри та досягнення
Збірна Азербайджану
| Рік  | Турнір                                         | Місце у турнірі |
| ---- | ---------------------------------------------- | --------------- |
| 2014 | Чемпіонат світу з волейболу серед жінок 2014   | 13              |
| 2014 | Жіноча волейбольна Євроліга 2014               | 3-4             |
| 2015 | Чемпіонат Європи з волейболу серед жінок 2015  | 14              |
| 2015 | Перші Європейські Ігри                         | 4               |
| 2016 | Жіноча волейбольна Євроліга 2016               | 1               |
| 2017 | Європейська кваліфікація Чемпіонату Світу 2018 | 1               |
| 2017 | Четверті Ігри Ісламської Солідарності          | 1               |

Клубна кар'єра
| Сезон     | Турнір            | Місце у турнірі | Команда   |
| --------- | ----------------- | --------------- | --------- |
| 2013-2014 | Чемпіонат Іспанії | 4               | Азеррейл  |
| 2013-2014 | CEV Cup           | 9               | Азеррейл  |
| 2014-2015 | Чемпіонат Іспанії | 3               | Азерйол   |
| 2014-2015 | Champions League  | 8               | Азерйол   |
| 2015-2016 | Чемпіонат Іспанії | 4               | Азерйол   |
| 2015-2016 | CEV Cup           | 3               | Азерйол   |
| 2016-2017 | Чемпіонат Іспанії | 2               | Азеррейл  |
| 2016-2017 | Champions League  | 8               | Азеррейл  |
| 2017-2018 | Чемпіонат Іспанії | 1               | Азеррейл  |
| 2018-2019 | CEV Cup           | 2               | Alba-Blaj |
| 2018-2019 | Чемпіонат Румунії | 1               | Alba-Blaj |